# Olga Maximilianowna Manuilowa
Olga Maximilianowna Manuilowa, geboren Olga Maximilianowna Tichomirowa, (russisch Ольга Максимилиановна Мануилова, Geburtsname russisch Ольга Максимилиановна Тихомирова; * 17. Oktoberjul. / 29. Oktober 1893greg. in Nischni Nowgorod; † 1984 in Frunse) war eine russisch-sowjetische Bildhauerin und Keramikerin.

## Leben
Olga Tichomirowas Vater Maximilian Petrowitsch Tichomirow war Militärarzt und wurde zu wissenschaftlichen Zwecken 1895 zunächst nach Deutschland und dann nach Frankreich, in die Schweiz und nach Italien geschickt. 1898 ließ sich die Familie in Warschau nieder. 1907 zog sie nach Samarqand und dann nach Taschkent.
Tichomirowa lernte 1912 in München bei den Bildhauern Hofsteder und Schweregle und hörte die Kunstgeschichte-Vorlesung von Heinrich Wölfflin und die Anatomie-Vorlesung von Siegfried Mollier. Sie studierte 1913–1917 an der Moskauer Hochschule für Malerei, Bildhauerei und Architektur.
Tichomirowa heiratete 1917 den Bildhauer Apollon Alexandrowitsch Manuilow (1894–1978) und hatte eine Tochter Maria Apollonowna Manuilowa. Nach der Oktoberrevolution wurde das Leben in Moskau so schwierig, dass sie mit ihrer Familie 1920 nach Taschkent zu ihrem Vater zog.
Ab 1939 lebte und arbeitete Manuilowa in der Kirgisischen SSR, nachdem die kirgisische Regierung sie eingeladen hatte, am Projekt für ein Denkmal für den Akyn Togolok Moldo mitzuarbeiten. Sie schuf große dekorative Skulpturen und auch Porträts und Kleinplastik.
1952 wurde Manuilowa Lehrerin des inguschischen Malers und Bildhauers Ruslan Israilowitsch Mamilow, der später Vorsitzender der Künstlerunion der Tschetscheno-Inguschischen ASSR wurde.

## Ehrungen, Preise
- Orden des Roten Banners der Arbeit (1954)
- Volkskünstlerin der Kirgisischen SSR
- Der Asteroid des äußeren Hauptgürtels (3186) Manuilova ist nach ihr benannt.[4]

## Werke
- Kirgisin mit Hahn (Porzellan, 1932)[2]
- Schellentrommler (Gips, 1939, nicht erhalten) vor dem Pavillon der Kirgisischen SSR auf der Allunionslandwirtschaftsausstellung in Moskau

in Frunse:
- Basrelief Die Sowjetische Verfassung (1941) am Haus der Staatsanwaltschaft[1]
- Panfilow-Denkmal (1942 zusammen mit A. A. Manuilow)[1]
- Skulpturen am Kirgisischen Opern- und Balletttheater (Beton, 1955)[1]
- Togolok-Moldo-Denkmal (Granit, 1963)[1]
- Komarow-Denkmal (Beton, 1969)